# 1962 في رومانيا
فيما يلي قوائم الأحداث التي وقعت خلال عام 1962 في رومانيا.

## رياضة
- 1 يناير – بطولة العالم لكرة اليد للسيدات 1962

## مواليد

### أبريل
- 9 أبريل – ميركيا ريدنيك لاعب كرة قدم روماني.

### مايو
- 1 مايو – مايا مورجنستيرن ممثلة رومانية.

### سبتمبر
- 27 سبتمبر – يوسيف روتاريو لاعب كرة قدم روماني.

### ديسمبر
- 23 ديسمبر – ستيفان هيل

## وفيات

### أبريل
- 14 أبريل – يوليو باراتكي (مواليد 1910) لاعب كرة قدم روماني.

### يوليو
- 14 أبريل – يوليو باراتكي (مواليد 1910) لاعب كرة قدم روماني.

### ديسمبر
- 12 ديسمبر – فيليكس أديركا (مواليد 1891) كاتب روماني.